# Казаково (Нюксенский район)
Казаково — деревня в Нюксенском районе Вологодской области.
Входит в состав Городищенского сельского поселения, с точки зрения административно-территориального деления — в Городищенский сельсовет.
Расстояние по автодороге до районного центра Нюксеницы — 38 км, до центра муниципального образования Городищны — 2 км.
По переписи 2002 года население — 7 человек.